# 永志不忘
“永志不忘”是在英语国家的國殤紀念日（Remembrance Day）和澳新军团日（ANZAC Day）中广泛使用的习语。第一个用此习语以纪念阵亡将士的是鲁德亚德·吉卜林，他在1897年创作的一首名为「衰退」的诗中写道：
'我们先祖自古信奉的神,
我们遥远战线的主,
在祂可畏的手下
从棕榈到寒松的疆土——
万军之耶和华，请与我们同在,
永志不忘——永志不忘!'

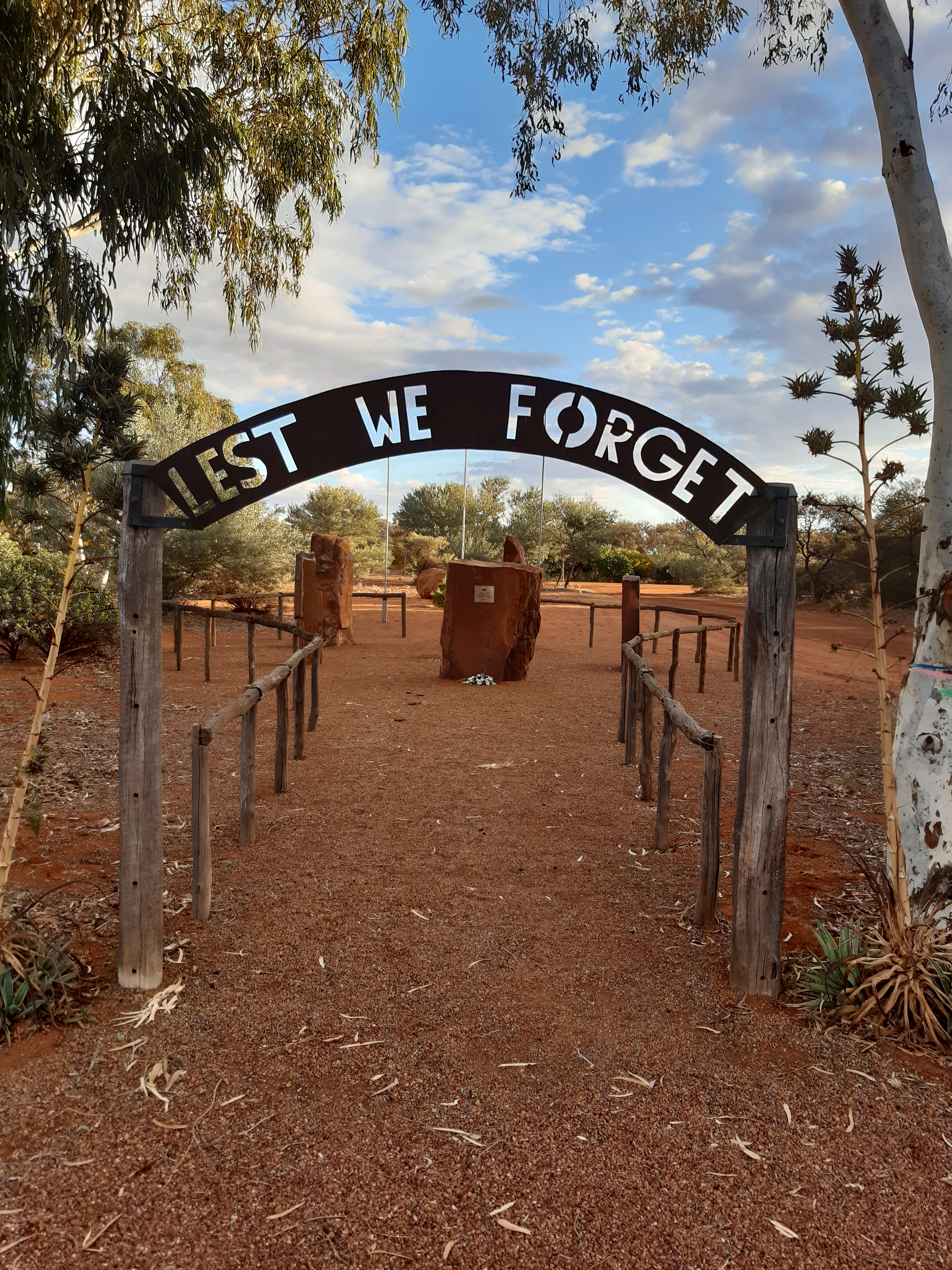
寫有「永志不忘」（Lest we forget）的牌子，攝於西澳大利亞州默奇森的澳新军团紀念公園

詩中「永志不忘」一詞出現共八次，並在首四節的結尾重覆出現，以強調遺忘帶來的惡果；「永志不忘」（Lest we forget）的概念来自聖經申命記第6章第12节："Then beware lest thou forget the LORD, which brought thee forth out of the land of Egypt".（KJV）；「那时你要谨慎，免得你忘记将你从埃及地为奴之家领出来的耶和华」（和合本）。這與「衰退」一詩的主題一致：如果國家遺忘它一切勝利的背後源泉（万军之耶和华），最於必定戰敗。
「衰退」一詩在國殤紀念日亦常被吟唱。
「永志不忘」一語於一戰後成為英聯邦各國在國殤紀念日和澳新军团日紀念活動的一部分；意指請求國民不要忘記前人的犠牲。戰爭紀念建築上通常只簡單刻上「永志不忘」 。本語亦常用於墓誌銘。

## 另見
- 唯有上帝知曉
- 他們的名聲傳留萬代